# Uskolisna zlolesina
Uskolisna zlolesina (srebrna vrba, uskolisna dafina, obična dafina, ruska maslina, divlja maslina; lat. Elaeagnus angustifolia) grmolika je medonosna biljka iz roda Elaeagnus i porodice zlolesinovki (Elaeagnaceae). Raste u zapadnoj i središnjoj Aziji od južne Rusije i Kazahstana do Irana,  Turske Afganistana. Kod nas se koristi u hortikulturi. U SAD i Meksiku smatra se invazivnom vrstom. 

## Opis
Elaeagnus angustifolia je trnviti grm, ili manje stablo, visine do 7 metara. Listovi su srebrnasti, kopljasti, dugi do 9 cm. Cvjetovi su maleni, jako mirisavi pa se često koristi za pašu pčela. Plodovi su ovalno izduženi, dužine do 1,7 cm, jestivi.

## Sinonimi
- Elaeagnus angustifolia var. angustifolia
- Elaeagnus angustifolia var. caspica Sosn.
- Elaeagnus angustifolia var. iliensis Musch.
- Elaeagnus angustifolia var. orientalis (L.) Kuntze
- Elaeagnus angustifolia subsp. orientalis (L.) Soják
- Elaeagnus angustifolia var. spinosa Kuntze
- Elaeagnus argentea Moench
- Elaeagnus caspica (Sosn.) Grossh.
- Elaeagnus dactyliformis Schltdl.
- Elaeagnus erivanensis Fisch. ex Schltdl.
- Elaeagnus hortensis M.Bieb.
- Elaeagnus hortensis subsp. continentalis Servett.
- Elaeagnus hortensis var. igda Servett.
- Elaeagnus hortensis subsp. littoralis Servett.
- Elaeagnus hortensis var. microcarpa Servett.
- Elaeagnus hortensis subsp. moorcroftii (Wall. ex Schltdl.) Servett.
- Elaeagnus hortensis var. orientalis (L.) Loudon
- Elaeagnus hortensis var. songorica Bernh. ex Schltdl.
- Elaeagnus hortensis subsp. songorica (Bernh. ex Schltdl.) Servett.
- Elaeagnus igda (Servett.) Tzvelev
- Elaeagnus iliensis (Musch.) Musch.
- Elaeagnus incana Lam.
- Elaeagnus inermis Mill.
- Elaeagnus litoralis (Servett.) Kozlowsk.
- Elaeagnus longipes var. hortensis (M.Bieb.) Maxim.
- Elaeagnus moorcroftii Wall. ex Schltdl.
- Elaeagnus orientalis L.
- Elaeagnus oxycarpa Schltdl.
- Elaeagnus oxycarpa var. microcarpa (Servett.) Tzvelev
- Elaeagnus songarica var. kozlovskajae Tzvelev
- Elaeagnus songorica (Bernh. ex Schltdl.) Schltdl.
- Elaeagnus spinosa L.
- Elaeagnus tifliensis Vis.
- Elaeagnus tomentosa Moench
- Elaeagnus turcomanica Kozlowsk.

izvori za sinonime

## Vanjske poveznice
http://www.pfaf.org/user/plant.aspx?LatinName=Elaeagnus+angustifolia  Arhivirana inačica izvorne stranice od 15. rujna 2015. (Wayback Machine)